# 肇港高速动车组列车
肇港高速动车组列车是中国铁路所运营的一条客运路线，往来广东省肇庆市肇庆东站及香港特別行政區香港西九龍站。

## 历史
肇慶與香港之間曾開設肇九直通車，惟由於肇慶站進行改造，而於2017年4月16日起改由佛山站始发，之后于2019年7月10日全國鐵路調整運行圖取消。
此列車原為「穗港高速动车组列车」之G6549及G6550次，G6549次於每天中午前由广州南站開往香港西九龙站，而G6550次則於每天下午由香港西九龙站開往广州南站。
2019年1月15日，肇庆市市长范中杰於肇庆市第十三届人民代表大会第五次会议上發表肇庆市2019年政府工作报告，當中於2019年工作安排中一節提出「增开肇庆直通香港高铁班次」，並納入為年度十大重點工作之一；為此，肇庆市交通部门负责人於同年2月20日前赴廣州拜訪中國鐵路廣州局集團客运部。於報道中，廣州局集團對相關建議表示支持，且認為技术层面上可行，並将配合做好有关基础工作以积极争取中國鐵路總公司的支持，争取於同年7月实现。
2019年5月17日，香港特別行政區行政長官林鄭月娥參觀了肇慶東站交通樞紐建設，據肇慶市委常委李奔表示，肇慶東站直接來往香港西九龍站的高鐵列車將於7月開通。
2019年7月10日，因应全國鐵路調整運行圖，广州局集团調动原「穗港高速动车组列车」之G6549及G6550次旅客列车之运行区段及開行時刻，而成為「肇港高速动车组列车」。
2020年1月30日起因香港西九龙站管制站受湖北省爆發疫情影響而关闭，G6579、G6580次停运，已購票乘客可獲無條件退款。
2023年3月11日，列车恢复运营。

## 運營
因交路不同，G6579次列车使用配属广州局集团广州南动车运用所的CR400AF；G6580次列车使用配属广州局集团广州南动车运用所的CR400BF，重联运行。

## 外部連結
- 香港高速鐵路長途列車行車時間表 （页面存档备份，存于）（包含G6579、G6580）